# Данила (посадник)
Данила (Даниил) (ум. 1329 г.) — новгородский посадник в 1327—1329 гг.

## Посадничество
Данила — редкий случай, когда о его посадничестве известно не из летописных сведений, а из грамот. Первая грамота, где он фигурирует, — это договор Новгорода с тверским князем Александром Михайловичем, датируемый 1326—1327 годами (с уточнением В. Л. Янина датируется первыми месяцами 1327 года). Помимо посадника Данилы и князя Александра, ещё участвовали в договоре владыка Моисей и тысяцкий Аврам. Согласно договору, основная власть находилась у посадника, без которого князь ничего не мог сделать.
Во второй новгородской грамоте идёт речь о поручении на двинский промысел некоему Михаилу. В данной грамоте упоминаются князь Иван Калита, посадник Данила и тысяцкий Аврам, которые и дали возможность Михаилу заниматься промыслом. Первоначально документ датировался 1328—1341 годами (по времени правления Калиты). Однако позднее дата была уточнена: 1329 год, так как князь в это время был в Новгороде, а также согласуясь с временем тысяцства Аврама.
Те же лица (Иван Калита, Данила и Аврам) имеются в жалованной грамоте, которую дал князь на освобождение печерских сокольников от дани и повинностей. Л. В. Черепнин датирует её не ранее 1328 года. Таким образом, суммируя приведённые данные, примерную хронологию управления Данилы можно обозначить 1327—1329 годами. Кроме того, В. Л. Янин предположил, что посадник Данила умер в 1329 году, так как среди новгородских послов в Псков этого года упоминается посадник Фёдор.

## Актовая печать
Имеется печать, относимая к посаднику Даниле, на которой надпись: «Данилова печате». Кроме того, на печати изображён святой всадник с копьём в руке развёрнутый вправо.

## Семья
1. Данила
  1. Фёдор Данилович[9]
  2. Михаил Данилович